# Clément Baloup
Pour les articles homonymes, voir Baloup.
Clément Baloup est un auteur de bande dessinée et illustrateur français, né le 30 novembre 1978 à Montdidier (Somme). L'immigration constitue un thème récurrent dans son œuvre.

## Biographie
Clément Baloup est né d'une mère française et d'un père vietnamien installé en France. Il fait ses études à Marseille au lycée Denis-Diderot en arts appliqués, à l'EESI (École européenne supérieure de l'image), ainsi qu'au sein de la Vietnam University of Fine Arts. Il travaille régulièrement pour la presse nationale ou internationale et est également membre du Zarmatelier, un atelier de bandes dessinées. Influencé par le genre des romans policiers (comme Le chien des Baskerville), l'Asie représente un thème majeur dans ses œuvres et il a réalisé plusieurs récits sur les migrants issus de ce continent, comme Mémoires de Viet Kieu. Le premier volume, Quitter Saïgon, portant sur « l'exil des Vietnamiens de France », a reçu plusieurs distinctions. Pour le second volume, Little Saigon, il a reçu le soutien de l'association Cultures France pour mener un reportage aux États-Unis et recueillir des témoignages d'exilés. Toujours sur ce thème, il publie en 2012 avec Mathieu Jiro La concubine rouge, une fiction d'après une trame historique et dont l'action se déroule en Indochine française.
En 2014 paraissent deux ouvrages aux styles très différents : d'une part, Le Vaurien, « une épopée complètement loufoque » et d'autre part, Le ventre de la hyène, qui se déroule en Afrique subsaharienne et à Marseille et aborde le thème des enfants-soldats, récit scénarisé par Baloup et dessiné par Christophe Alliel.
Baloup participe également à des animations scolaires, des concerts dessinés, divers festivals...

## Œuvres

### Illustration
- Michael Jackson en bandes dessinées, Céka (Éditeur Petit à Petit) [10].
- Carnet d'Indonésie, avec Joël Alessandra, Simon Hureau, Sylvain-Moizie, Éditeur La Boîte à bulles.

### Bandes dessinées et romans graphiques
- Un automne à Hanoi (Éditeur. La Boîte à bulles), 2004[11]
- Quitter Saigon, mémoires de Viet Kieu tome 1 (Éditeur. La Boîte à bulles)
- Little Saigon, mémoires de Viet Kieu tome 2 (Éditeur. La Boîte à bulles)
- La Vie en rouge (avec Domas ; Éditeur. La Boîte à bulles)
- Le Chemin de Tuan (avec Mathieu Jiro ; Éditions du Seuil)
- Le Choix de Hai (avec Mathieu Jiro ; Éditions du Seuil)
- Diables sucrés (avec Mathieu Jiro ; Éditeur. Gallimard)
- La Concubine rouge (avec Mathieu Jiro ; Éditeur. Gallimard)
- Le Club du suicide, d'après R.L.Stevenson (avec Eddy Vaccaro ; Éditeur. Soleil Productions)
- Le Vaurien (Éditeur. La Boîte à bulles)
- Le Ventre de la hyène (avec Christophe Alliel ; Éditeur. Le Lombard)
- Les Mariées de Taïwan, mémoires de Viêt Kieu tome 3 (Éditeur. La boîte à bulles)
- Cyclone (avec Marion Mousse ; éditeur Sarbacane)
- Captif des glaces (avec Hugo Stéphan, Steinkis Éditions)

## Récompenses
- 2011 : Prix du jury œcuménique de la bande dessinée pour Quitter Saïgon[12] ;
- 2011 : Prix Melouah Moliterni pour Quitter Saïgon ;
- 2011 : Prix Coup de cœur de Médecins sans frontières pour Quitter Saïgon[1] ;
- 2012 : Prix coup de cœur Michelin pour Little Saigon ;
- 2012 : Prix Nouveau Mangaka pour Little Saigon ;
- 2014 : Prix du meilleur album au festival BD de Moulins pour La concubine rouge[1].